# Olga Bouzova
 (mars 2021).
Si vous disposez d'ouvrages ou d'articles de référence ou si vous connaissez des sites web de qualité traitant du thème abordé ici, merci de compléter l'article en donnant les références utiles à sa vérifiabilité et en les liant à la section « Notes et références ».
Olga Bouzova, née le 20 janvier 1986 à Léningrad, est une chanteuse et animatrice de télévision russe.
Olga Bouzova se fait connaître en participant à la première saison de l'émission de télé-réalité Dom-2 (ru). De 2008 à 2020, elle en est l'animatrice.

## Discographie

### Albums studio
| Nom                | Date de sortie | Label                   |
| ------------------ | -------------- | ----------------------- |
| Под звуки поцелуев | 6 octobre 2017 | Archer Music Production |
| Принимай меня      | 5 octobre 2018 | Archer Music Production |

### Singles
| Nom               | Album              | Date de sortie | Année |
| ----------------- | ------------------ | -------------- | ----- |
| Привыкаю          | Под звуки поцелуев | 19 janvier     | 2017  |
| Люди не верили    | Под звуки поцелуев | 10 avril       | 2017  |
| Мало половин      | Под звуки поцелуев | 5 juin         | 2017  |
| Хит-парад         | Под звуки поцелуев | 7 septembre    | 2017  |
| Неправильная      | Под звуки поцелуев | 1er décembre   | 2017  |
| WI-FI             | Принимай меня      | 15 décembre    | 2017  |
| Бери меня         | Под звуки поцелуев | 9 avril        | 2018  |
| Тоже музыка       | Принимай меня      | 20 avril       | 2018  |
| Чемпион           | Принимай меня      | 18 mai         | 2018  |
| Принимай меня     | Принимай меня      | 27 août        | 2018  |
| Танцуй под Бузову | Aucun album        | 31 décembre    | 2018  |
| Эгоистка          | Принимай меня      | 28 février     | 2019  |
| Очень хорошо      | Aucun album        | 20 janvier     | 2019  |
| Водица            | Aucun album        | 4 juin         | 2019  |